# Turska kuća u Rijeci
Turska kuća ili Casa turca, nalazi se na križanju ulica Verdijeve i Lisinskog u Rijeci, a nastala je u vrijeme Austro-Ugarske monarhije.

## Povijest
Izgrađena je u neomaurskom stilu s lukovima iznad prozora, balkonskih vrata i potkrovnih prozora, ukrašenim biljnim i geometrijskim ornamentima, ljudskim likovima te arapskim pismenima i brojkama. Natpisi su na arapskom jeziku i pisani su različitim varijantama arapskoga pisma. Oko njih su biljni ornamenti, a ispisi su u središtu kupolastog i potkovičastog dijela iznad prozora, balkonskih vrata, kao i izravno ispod krova u četverokutnicima.
Bila je vlasništvo Nikolaja Nikolaki-efendije Nikolaidesa (1855. – 1933.), dugogodišnjega osmanskog diplomatskog i trgovačkog predstavnika u Španjolskoj, a potom konzula u Rijeci od 1898. godine.  Godine 1891. oženio se imućnom Riječankom, dvadeset dvije godine starijom udovicom Antonijom Bartolich Gelletich koja će uložiti novac u rekonstrukciju obiteljske palače. O tome koliko je i ona sudjelovala u osmišljavanju novoga izgleda te građevine manje se zna. Stjecajem povijesnih okolnosti u kojima su se isprepleli životni putovi osoba poteklih iz različitih kultura tako se dogodilo da su jedan kršćanin u diplomatskoj službi Osmanskoga Carstva i njegova supruga Fijumanka dali projektirati zdanje na kojemu su se harmonično združila obilježja arapske andaluzijske arhitekture, kaligrafski ispisane muslimanske vjerske formule na arapskome, ime naručitelja i sultanov znak, te za islamsku dekorativnu umjetnost netipične freske na kojima su prikazani ženski i muški likovi. Muški lik negroidnih crta – moretto, morčić – na Turskoj kući ima ulogu citata i poveznice s lokalnom tradicijom.  Dva kata i potkrovlje zgrade u neomaurskom stilu, dozidani na ranije već izgrađenom prizemlju, čine zanimljivu kombinaciju karakterističnu za arhitekturu historicizma. Cjelokupno znakovlje na fasadi odraz je utjecaja i prožimanja civilizacija i bolje od ikakvih ispisanih redaka otkriva sklonosti, ukus i iskustvo, a ponajprije kulturu onovremenog vlasnika zgrade. Tekstualni dio ukrasnih lukova, promatran skupa s arhitektonskim obilježjima zgrade, jedinstven je izvor za povijesno-umjetnička i kulturna istraživanja.

## Vanjske poveznice
|  | Zajednički poslužitelj ima još gradiva o temi Turska kuća u Rijeci |